# Les démons
Les démons (cu sensul de Demonii) este un film franco-portughez de groază, scris și regizat de Jesús Franco, care a avut premiera în 1973.

## Prezentare
În Anglia secolului al XVII-lea, o bătrână vrăjitoare este arsă pe rug. Ea aruncă un blestem (anatemă) asupra celor care au chinuit-or: judecătorul Jeffries, sadica Lady de Winter și iubitul ei Renfield. Înainte de a muri, ea le spune că cele două fiice ale sale o vor răzbuna.
Cu toate acestea, ea nu are urmași oficiali. Dar este relevat că are două fiice care sunt călugărițe, dintr-o relație nelegitimă și cu un tată necunoscut. Numele lor sunt Kathleen și Margaret și locuiesc în  Blackmoor Hill. Lady de Winter se duce acolo și descoperă că Kathleen nu mai este virgină spre deosebire de sora ei. Aceasta din urmă spune că are gânduri necurate și că un trimis al Diavolului o „vizitează” în fiecare seară. Speriată de blestemul vrăjitoarei, de Winter o obligă să treacă același test pe care l-a trecut și mama ei, „Judecata lui Dumnezeu”. La fel ca mama ei, Kathleen are urme pe limbă, nu sângerează atunci când este înțepată cu ace și apa se evaporă la contactul cu pielea sa. Este recunoscută imediat ca fiind o slujitoare a Diavolului și, prin urmare, condamnată să fie arsă de vie.
Dar Lordul Malcolm de Winter o eliberează pe Kathleen în timp ce sora ei Margaret, care a rămas în mănăstire, este la rândul ei posedată de o forță satanică. Răzbunarea lor demonică abia începe...

## Distribuție
- Anne Libert - Kathleen
- Britt Nichols - Margaret
- Doris Thomas - mère Rosalinda
- Karin Field - Lady De Winter
- Cihangir Gaffari - Lord Justice Jeffries
- Luis Barboo - Truro
- Howard Vernon - Lord Malcolm De Winter
- Alberto Dalbés - Thomas Renfield
- Andres Monales - Brian de Cassis

## Producție
Deși este o coproducție franco-portugheză, filmul a fost filmat în spaniolă.
În aceleași locuri de filmare, Jesús Franco a mai filmat și Les Vierges et l'amour, Christina, princesse de l'érotisme (1971), La Fille de Dracula, Les Expériences érotiques de Frankenstein (1972), Lettres d'amour d'une nonne portugaise (1977), Aberraciones sexuales de una mujer casada (1981).